# Las Condes
Las Condes é uma das 32 comunas que compõem a cidade de Santiago, capital do Chile.
A comuna limita-se: a noroeste com Lo Barnechea e Vitacura; a noroeste com Lo Barnechea; a sul com La Reina e Peñalolén; a oeste com Providencia.